# رودريغو تشافيز كونتريرز
رودريغو تشافيز كونتريرز هو سياسي مكسيكي، ولد في 1960 في مدينة مكسيكو في المكسيك. نشط حزبياً في حركة التجديد الوطنية. وقد انتخب عضو مجلس النواب المكسيك ‏.